# Operación Surgeon
La Operación Surgeon fue una operación de la post guerra británica para explotar los avances nazis en el campo de la aeronáutica y negar los avances de estos a la Unión Soviética. Una lista de 1500 técnicos y científicos nazis fue esquematizada. La política era raptarlos «a pesar de que no quisieran» a estos científicos desde Alemania para disminuir el riesgo de que cayeran en manos enemigas.

## Descripción
Se temía que si a este grupo de científicos se les permitía permanecer en Alemania podrían eventualmente convertir en una posibilidad que la Unión Soviética llegue a «tener una fuerza de bombardeo superior a cualquier otra en el mundo».
De los científicos captados entre 1946-1947, 100 escogieron trabajar para el Reino Unido. Muchos de los científicos tenían la percepción de que trabajarían para los países de la Mancomunidad Británica de Naciones, Suecia, Suiza, Brasil y Sudamérica, esperando trabajar para la Unión Soviética en última opción, lo que provocarían un rechazo de los demás países para obtener trabajo.